# Contea di Jiaxiang
La contea di Jiaxiang (嘉祥县S, Jiāxiáng XiànP) è una contea della Cina, situata nella provincia dello Shandong e amministrata dalla prefettura di Jining.